# Bloodline (film, 2020)
Pour les articles homonymes, voir Bloodline.
Pour plus de détails, voir Fiche technique et Distribution.
Bloodline ou Succession au Canada francophone (Inheritance) est un thriller américain réalisé par Vaughn Stein et sorti en 2020.

## Synopsis
Après la mort mystérieuse et soudaine de son père Archer Monroe, le patriarche d'une puissante famille spécialisée dans la politique, une jeune procureur accomplie, Lauren Monroe, se partage l'héritage avec sa mère Catherine et son frère, homme politique, William. En privé, leur avocat lui remet une clé qui lui permet d'ouvrir un bunker secret sous leur propriété familiale. Stupéfaite, elle y découvre un homme, Morgan Warner, séquestré par Archer depuis une trentaine d'années. 
Même si elle était régulièrement en conflit avec son défunt père, Lauren est à la fois choquée et déçue que son père ait retenu un homme prisonnier aussi longtemps et dans le même temps dubitative face à cet homme dont elle ne sait rien. Elle relève ses empreintes et les envoie pour analyse en attendant de prendre une décision. 
Lorsqu'elle ramène de la nourriture à Morgan, ce dernier lui confesse que son père était passionné par le jeu, les femmes et qu'il était extrêmement arrogant. Un soir où ils étaient tous les deux sur la route, ils ont renversé un jeune homme dans un moment d'inadvertance. Archer refusait de détruire sa vie pour une erreur et avait décidé de dissimuler la vérité, alors que Morgan refusait de mentir. Archer l'a alors assommé et enfermé, et a commencé à lui rendre des visites régulières. 
Morgan révèle également qu'Archer avait une liaison avec une femme nommée Sofia Fiore, avec qui il a eu un enfant illégitime. Refusant de croire ces histoires, Lauren part avec Morgan à l'endroit où la personne renversée est supposée être enterrée. Alors qu'elle creuse tout en gardant un œil sur Morgan, Lauren trouve effectivement un corps humain. Elle rend également visite à Sofia Fiore, qui lui confirme les dires de Morgan, mais lui assure qu'elle ne cherchera jamais à réclamer un héritage de la part d'Archer et qu'elle ne lui posera pas de problème. 
Désormais convaincue de la bonne foi de Morgan, compatissante de ce qu'il a dû endurer depuis tout ce temps, mais aussi inquiète du fait qu'il pourrait ternir la réputation de la famille Monroe, Lauren ouvre un compte en banque pour le captif, pour lui permettre de retrouver la liberté, et demande à Harold, l'avocat de la famille, de verser de l'argent dessus et de prévoir un jet pour lui faire quitter le pays. Elle libère Morgan, le conduit à l'aéroport privé d'où doit partir le jet et le menace de détruire sa vie si ce dernier attente à la réputation de la famille Monroe, puis s'en va. 
Elle se rend ensuite chez sa mère, qui a ouvert les résultats ADN que Lauren avait demandés et lui révèle que Morgan est en fait une vieille connaissance, un dénommé Carson Thomas, qu'elle a connu il y a longtemps. Apparemment terrifiée, elle explique à Lauren que Carson est dangereux et lui demande où il est. Réalisant son erreur, Lauren retourne à l'aéroport d'où le jet devait partir et trouve le corps d'Harold, mais aucune trace de Carson. Retournant au bunker, elle est assommée et, à son réveil, se retrouve enchaînée au mur, sa mère également prisonnière, face à un Carson triomphant. 
Carson se décide à raconter la vérité à Lauren : en réalité, il avait drogué et violé Catherine au cours d'une soirée il y a des années, ce qui avait rendu Archer fou de rage. Décidé à faire payer Carson plutôt que le confier à la justice, il l'a emmené en voiture, et l'accident qui s'est ensuivi résultait d'une querelle alors qu'Archer était au volant. Archer avait décidé de tuer Carson avec une injection létale après quelques années d'enfermement, mais Carson a réussi à le surprendre et à retourner la seringue contre Archer, ce qui a provoqué la mort du père de Lauren quelque temps plus tard.
Revanchard, Carson compte bien détruire la famille Monroe pour ce qu'Archer lui a fait subir, alors que Lauren, furieuse, fait son possible pour s'échapper. Il lui révèle qu'il est en réalité son père (Lauren est née neuf mois après le viol de Catherine) avant que cette dernière ne l'abatte. 
Catherine déclare à sa fille que les révélations de Carson n'ont aucune importance, et que la jeune procureur appartient bien au clan Monroe. Elles brûlent le bunker et le corps de Carson pour faire disparaître toute trace de sa captivité, avant de reprendre leur vie.

## Fiche technique
- Titre original : Inheritance
- Titre français : Bloodline
- Titre québécois : Succession
- Réalisation : Vaughn Stein
- Scénario : Matthew Kennedy
- Montage : Kristi Shimek
- Musique : Marlon Espino
- Photographie : Michael Merriman
- Production : Richard B. Lewis, David Wulf et Arianne Fraser
- Sociétés de production : Ingenious Film Partners, Southpaw Entertainment, Redline Entertainment et Highland Film Group
- Sociétés de distribution : Vertical Entertainment et DirecTV Cinema
- Pays de production :  États-Unis
- Langue originale : anglais
- Format : couleur
- Genre : thriller
- Durée : 111 minutes
- Dates de sortie  :
  - États-Unis : 22 mai 2020
  - France : 15 décembre 2020 (VOD)

## Distribution
- Lily Collins (VQ : Kim Jalabert) : Lauren Monroe
- Simon Pegg (VQ : Frédéric Desager) : Morgan Warner / Carson Thomas
- Connie Nielsen (VQ : Valérie Gagné) : Catherine Monroe
- Chace Crawford (VQ : Éric Bruneau) : William Monroe
- Patrick Warburton (VQ : Benoît Rousseau) : Archer Monroe
- Marque Richardson : Scott
- Michael Beach (VQ : Patrick Chouinard) : Harold Thewlis
- Joe Herrera : détective Emilio Sanchez
- Lucas Alexander Ayoub : Eddie Parker
- Christina DeRosa : Sofia Fiore
- Katie Callaway : la journaliste
- Grae Marino : Jackie